# Sinopa
Sinopa es un género extinto de mamíferos creodontos que existió del Eoceno al Oligoceno Inferior en Estados Unidos y Egipto y en el Eoceno de China.
Sinopa era uno de los creodontos más pequeños y pertenecía a la familia Hyaenodontidae. Como los miembros de este grupo los dientes carnasiales era el segundo molar superior y el tercero inferior. Tenía un peso estimado de 1,3 a 1,4 kilogramos. El espécimen tipo fue hallado en la formación Bridger en el condado de Uinta, Wyoming, que data de hace 50,3 - 46,2 millones de años.